# Osmazôme
« Osmazôme » est le nom donné par le chimiste Louis Jacques Thénard à des extraits de viande dans l'alcool, composés de créatine, créatinine, acide lactique, inosine, etc.

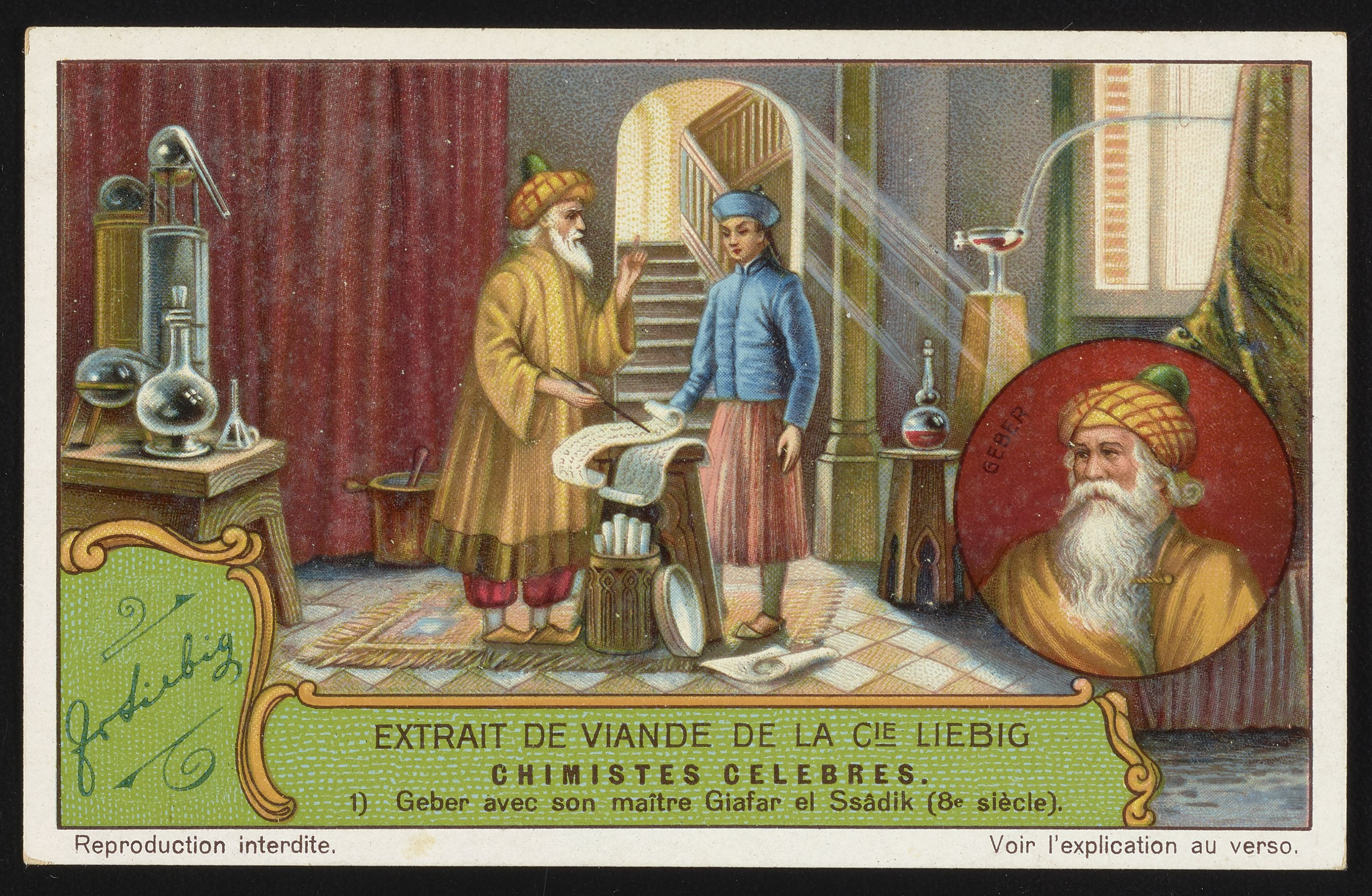
Carte publicitaire du début du XX de la compagnie Liebig, productrice d'extraits de viande.

Ce mélange mal défini fut popularisé par le gastronome  Brillat-Savarin qui en fit — de façon toute littéraire et pas scientifique — le principe sapide des viandes. L'idée fut diffusée notamment par Justus von Liebig, ou encore par Alexandre Dumas.
En réalité, le goût des viandes résulte de la présence de nombreux composés, sapides, odorants, à action trigéminale, et ne découle certainement pas d'un principe unique caractéristique des bouillons de viande, idée fausse dont l'avatar actuel est la saveur umami.
Citation littéraire : « En un mot, le poème en prose représentait, pour des Esseintes, le suc concret, l’osmazôme de la littérature, l’huile essentielle de l’art. ». - J.-K. Huysmans À rebours